# ハチモジDNA

天然のDNAの二重らせん。ハチモジDNAも同様の構造である。

ハチモジDNA（八文字DNA、英: Hachimoji DNA）は、天然の核酸であるDNA（デオキシリボ核酸）とRNA（リボ核酸）に存在する4つの塩基に、さらに4種類の塩基を追加して合成した核酸アナログである。従来のA/T/G/Cに、P/Z/B/Sを加えた8文字で表現されるため、日本語の「八文字」に因んでこの名が付けられた。これにより、天然の核酸の2種類の塩基対に2種類の「人工塩基対」(UBP: Unnatural Base Pair)が加わる。8種類の核酸塩基を用いた核酸アナログは、デオキシリボースを骨格糖とする「ハチモジDNA」と、リボースを骨格糖とする「ハチモジRNA」の両方で実証されている。
ハチモジDNA・RNAにより、DNAデジタルデータストレージにおける記憶密度の向上が見込まれるほか、地球外生命の探索の可能性の考察に利用できる。
ハチモジDNAにより、in vitroで1種類の触媒RNA（リボザイムもしくはアプタマー）が生成された。

## 概要
天然のDNAは、全ての既知の生物および多くのウイルスの成長・発達・機能・生殖において使用される遺伝的指示を担う分子である。DNAとRNAは核酸であり、タンパク質、脂質、複合糖質（多糖類）と共に、既知のあらゆる生命の形態に不可欠な高分子である。DNAはヌクレオチドと呼ばれるより単純なモノマーの単位から構成されるポリヌクレオチドであり、2本鎖の場合は2つの鎖が互いに巻き付く二重らせんを形成する。
天然のDNAでは、それぞれのヌクレオチドは4つの核酸塩基（シトシン[C]、グアニン[G]、アデニン[A]、チミン[T]）のうちのいずれか1つ、デオキシリボースと呼ばれる単糖、およびリン酸基で構成されている。あるヌクレオチドの糖と別のヌクレオチドのリン酸の間の共有結合によって互いに結合し、その結果、糖とリン酸を交互に繰り返す主鎖が構成される。2つに分かれたポリヌクレオチド鎖の窒素塩基は、塩基対形成規則（AとT、CとG）に従って水素結合で互いに結合し、2本鎖のDNAを形成する。
ハチモジDNAは天然のDNAと似ているが、核酸塩基の数と種類が異なる。成功したハチモジDNAでは、天然DNAの塩基よりも疎水性の高い塩基が使用されている。このようなDNAでは、どのような塩基配列を用いても常に標準的な二重らせんを形成していた。ハチモジDNAをハチモジRNAに転写するために、研究者によって酵素（T7 DNAポリメラーゼ）の改良が行われ、その結果、緑色に輝く蛍光体の形で化学活性が生じた。

### 新しい塩基対
DNAとRNAは本来4種類の塩基で構成されており、2つずつが水素結合を形成して2種類の塩基対を構成する。ハチモジDNAでは、さらに4種類の合成ヌクレオチドを追加し、合計4種類の塩基対を形成する。追加された塩基は、PはZと、BはS（DNAではdS、RNAではrS）と結合する。
| 塩基 | 塩基 | 物質名 | 化学構造 |
| ---- | ---- | --- | -------- |
| P    | P    | 2-アミノイミダゾ[1,2-a][1,3,5]トリアジン-4(1H)-オン (2-aminoimidazo[1,2a][1,3,5]triazin-4(1H)-one) 2-amino-8-(1′-b-D-2′-deoxyribofuranosyl)-imidazo-[1,2a]-1,3,5-triazin-[8H]-4-one[2] |          |
| Z    | Z    | 6-アミノ-5-ニトロピリジン-2-オン (6-amino-5-nitropyridin-2-one) 6-amino-3-(1′-b-D-2′-deoxyribofuranosyl)-5-nitro-1H-pyridin-2-one[2]                                                   |          |
| B    | B    | イソグアニン (isoguanine) 6-amino-9[(1′-b-D-2′-deoxyribofuranosyl)-4-hydroxy-5-(hydroxymethyl)-oxolan-2-yl]-1H-purin-2-one[2]                                                          |          |
| S    | rS   | イソシトシン (isocytosine) 2-amino-3H-pyrimidin-4-one |          |
| S    | dS   | 1-メチルシトシン（英語版） (1-methylcytosine) 3-methyl-6-amino-5-(1′-b-D-2′-deoxyribofuranosyl)-pyrimidin-2-one[2]                                                                     |          |

### 背景
ハーバード大学の化学者スティーヴン・ベナーが率いる研究グループは、天然のDNAに含まれる4種類のヌクレオチドを含む12種類のヌクレオチドを用いた合成DNAアナログシステム、Artificially Expanded Genetic Information System(AEGIS)を研究していた。

## 生物学
初めて人工塩基対を作成し、2012年に遺伝的アルファベットを6文字に拡張したスクリプス研究所の化学者フロイド・ロムスバーグは、ハチモジDNAについて、天然の塩基（G、C、A、T）が「一意ではない」という事実を示す例であると述べている。この新しいDNAシステムを使うことで、少なくとも理論的には、新しい生命体の作成が可能になるかもしれない。しかし、現時点ではハチモジDNAは自立していない。このシステムには、実験室内でしか見られない特別な構成要素やタンパク質の外部からの供給が必要となっている。その結果、「ハチモジDNAは実験室から逃げ出してもどこへも行けない」のである。

## 応用
NASAはこの研究に資金を提供している。それは、「宇宙で生命を探索する際に遭遇する可能性のある構造の範囲を拡大する」ためである。NASA惑星科学部門のロリ・グレイズは、「生命の検出は、NASAの惑星科学ミッションにとってますます重要な目標となっており、（ハチモジDNAを使った）この新しい研究は、我々が探索する範囲を拡大するのに効果的な装置や実験の開発に役立つだろう」と述べている。
研究グループを率いるスティーヴン・ベナーは、「ハチモジDNAの形、大きさ、構造の働きを注意深く分析することで、この研究は、異星の地球外生命の情報を格納しているかもしれない分子の種類についての理解を広げる」と述べている。
研究者によれば、ハチモジDNAは、人の病気のクリーンな診断法の開発、DNAデジタルデータストレージ、DNAバーコーディング、自己組織化ナノ構造体、独特のアミノ酸で構成されたタンパク質の作成にも利用できる可能性がある。ハチモジDNAの一部は、既にFirebird Biomolecular Sciences LLCにより商用生産されている。